# Fermana Calcio 1999-2000
Questa pagina raccoglie le informazioni riguardanti la Fermana Calcio nelle competizioni ufficiali della stagione 1999-2000.

## Stagione
Nella stagione 1999-2000 la Fermana disputa il suo primo campionato di Serie B, raccoglie 29 punti con l'ultimo posto in classifica, ritorna così in Serie C1. Sempre allenata da Ivo Iaconi il tecnico della storica promozione nella serie cadetta della stagione scorsa, la Fermana ha sofferto il cambio di categoria, stazionando nelle ultime posizioni con l'altra matricola il Savoia. Non sono bastate le 11 reti realizzate da Massimiliano Fanesi arrivato dall'Avellino, 2 in Coppa Italia e 9 in campionato. Rilevante anche il contributo di Vincenzo Chianese arrivato a gennaio in prestito dalla Salernitana, autore di 7 reti in 17 incontri. La Fermana ha concluso il torneo con il peggior attacco 36 reti, e la peggior difesa 66 reti subite. Le poche soddisfazioni che hanno impreziosito questa stagione, comunque unica e particolare nella storia del club gialloblù, sono arrivate dall'aver sconfitto nel rinnovato Bruno Recchioni, squadre quotate come il Napoli (3-2), il Genoa (2-1) e l'Atalanta (1-0). Nella Coppa Italia la squadra marchigiana ha disputato il turno preliminare, nel girone 6, che è stato vinto dal Napoli.

## Rosa
| N. |                      | Ruolo | Calciatore             |
| -- | -------------------- | ----- | ---------------------- |
| 1  | Italia (bandiera)    | P     | Liam Ardigò            |
| 2  | Italia (bandiera)    | D     | Dario Vicedomini       |
| 2  | Italia (bandiera)    | D     | Andrea Ciccola         |
| 3  | Italia (bandiera)    | D     | Nicola Carlo Pagani    |
| 4  | Italia (bandiera)    | D     | Luca D'Angelo          |
| 5  | Italia (bandiera)    | C     | Guido Di Fabio         |
| 6  | Italia (bandiera)    | C     | Massimo Perra          |
| 7  | Italia (bandiera)    | A     | Umberto Marino         |
| 8  | Italia (bandiera)    | C     | Massimo Scoponi        |
| 8  | Italia (bandiera)    | C     | Michele Fini           |
| 9  | Italia (bandiera)    | A     | Massimiliano Benfari   |
| 10 | Italia (bandiera)    | A     | Andrea Pandolfi        |
| 11 | Italia (bandiera)    | C     | Fabio Di Venanzio      |
| 12 | Italia (bandiera)    | P     | Mauro Chiodini         |
| 13 | Italia (bandiera)    | P     | Francesco Di Belardino |
| 14 | Italia (bandiera)    | C     | Fabio De Sanzo         |
| 14 | Italia (bandiera)    | C     | Pier Giovanni Rutzittu |
| 15 | Italia (bandiera)    | D     | Andrea Suriano         |
| 16 | Italia (bandiera)    | A     | Massimiliano Fanesi    |
| 17 | Italia (bandiera)    | C     | Alessio Morelli        |
| 18 | Italia (bandiera)    | C     | Giuseppe Manari        |
| 18 | Rep. Ceca (bandiera) | C     | Václav Koloušek        |

| N. |                   | Ruolo | Calciatore               |
| -- | ----------------- | ----- | ------------------------ |
| 19 | Italia (bandiera) | C     | Andrea Di Salvatore      |
| 20 | Italia (bandiera) | A     | Luca Bonfanti            |
| 21 | Italia (bandiera) | C     | Filippo Pensalfini       |
| 21 | Italia (bandiera) | C     | Mario Cicchi             |
| 22 | Italia (bandiera) | D     | Pierluigi Prete          |
| 23 | Italia (bandiera) | D     | Vincenzo Maiuri          |
| 24 | Italia (bandiera) | D     | Andrea Citterio          |
| 25 | Italia (bandiera) | P     | Domenico Cecere          |
| 26 | Italia (bandiera) | C     | Stefano De Angelis       |
| 26 | Italia (bandiera) | A     | Alessandro Smerilli      |
| 27 | Italia (bandiera) | C     | Giorgio La Vista         |
| 28 | Italia (bandiera) | P     | Giuseppe Aprea           |
| 28 | Italia (bandiera) | D     | Juriy Cannarsa           |
| 29 | Italia (bandiera) | C     | Carlo Luisi              |
| 29 | Italia (bandiera) | C     | Domenico Cristiano       |
| 30 | Italia (bandiera) | A     | Mario Bonfiglio          |
| 31 | Italia (bandiera) | C     | Salvatore Alosco         |
| 32 | Italia (bandiera) | A     | Marcello Lucio Direnzo   |
| 32 | Italia (bandiera) | A     | Vincenzo Chianese        |
| 33 | Italia (bandiera) | D     | Francesco Giuseppe Tomei |
| 34 | Italia (bandiera) | C     | Paolo Rachini            |
| 35 | Italia (bandiera) | D     | Davide Mezzanotti        |

## Risultati

### Campionato

#### Girone di andata
| Arbitro: | Saccani (Mantova) |

|                 |           |  |
| Mastrolilli 72’ | Marcatori |  |

| San Benedetto del Tronto 5 settembre 1999 2ª giornata | Fermana          | 0 – 0 | Pistoiese | Stadio Riviera delle Palme\| Arbitro: \| Rosetti (Torino) \| |
| Arbitro:                                              | Rosetti (Torino) |       |           |                                                              |

| Arbitro: | Castellani (Verona) |

|                                           |           |  |
| Schwoch 54’ Lucenti 59’ Stellone 77’, 87’ | Marcatori |  |

| Arbitro: | P. Rossi (Ciampino) |

|               |           |                        |
| U. Marino 34’ | Marcatori | 17’ Cerbone 69’ Hubner |

| Arbitro: | Soffritti (Ferrara) |

|                                         |           |                 |
| Zanini 29’, 46’ Palumbo 58’ Allegri 76’ | Marcatori | 31’, 35’ Fanesi |

| Arbitro: | Nucini (Bergamo) |

|            |           |              |
| Fanesi 74’ | Marcatori | 51’ Ballarin |

| Arbitro: | Serena (Bassano del Grappa) |

|                                      |           |                      |
| U. Marino 2’ Fanesi 37’ Di Fabio 49’ | Marcatori | 43’, 80’ Ghirardello |

| Arbitro: | Guiducci (Arezzo) |

|                                 |           |             |
| Marazzina 30’ Corini 77’ (rig.) | Marcatori | 13’ Rachini |

| Arbitro: | Fausti (Milano) |

|              |           |                          |
| U. Marino 5’ | Marcatori | 36’ Palladini 84’ Bucchi |

| Arbitro: | Bonfrisco (Monza) |

|                 |           |  |
| Baronchelli 78’ | Marcatori |  |

| Arbitro: | Zaltron (Bassano del Grappa) |

|  |           |             |
|  | Marcatori | 17’ Gorgone |

| Arbitro: | Preschern (Mestre) |

|                                               |           |            |
| Fusco 52’ Vannucchi 59’ Di Michele 88’ (rig.) | Marcatori | 44’ Fanesi |

| Arbitro: | Saccani (Mantova) |

|  |           |            |
|  | Marcatori | 56’ Brncic |

| Arbitro: | Pin (Conegliano) |

|                      |           |                |
| Francioso 56’ (rig.) | Marcatori | 76’ Mezzanotti |

| Arbitro: | Farina (Novi Ligure) |

|             |           |            |
| Rachini 41’ | Marcatori | 12’ Zhabov |

| Arbitro: | Gabriele (Frosinone) |

|             |           |  |
| Murgita 50’ | Marcatori |  |

| Arbitro: | Borriello (Mantova) |

|            |           |  |
| Fanesi 84’ | Marcatori |  |

| Arbitro: | Pirrone (Messina) |

|                 |           |            |
| C. Esposito 38’ | Marcatori | 90’ Pagani |

| Arbitro: | Pin (Conegliano) |

|                           |           |              |
| Rachini 59’ Bonfiglio 72’ | Marcatori | 63’ Stellini |

#### Girone di ritorno
| Arbitro: | Zaltron (Bassano del Grappa) |

|            |           |             |
| Fanesi 49’ | Marcatori | 89’ Saudati |

| Arbitro: | Paparesta (Bari) |

|               |           |             |
| Ricchiuti 81’ | Marcatori | 9’ Chianese |

| Arbitro: | Cassarà (Palermo) |

|                                      |           |                         |
| Rachini 7’ Chianese 57’ Kolousek 66’ | Marcatori | 18’ Turrini 19’ Schwoch |

| Brescia 20 febbraio 2000 23ª giornata | Brescia            | 0 – 0 | Fermana | Stadio Mario Rigamonti\| Arbitro: \| Preschern (Mestre) \| |
| Arbitro:                              | Preschern (Mestre) |       |         |                                                            |

| Arbitro: | Pirrone (Messina) |

|  |           |                                 |
|  | Marcatori | 7’, 85’ F. Giampaolo 64’ Vukoja |

| Arbitro: | Saccani (Mantova) |

|                                             |           |                     |
| Di Fabio 1’ (aut.) L. Beghetto 50’ Toni 56’ | Marcatori | 45+1’, 60’ Citterio |

| Arbitro: | Castellani (Verona) |

|                      |           |             |
| Ghirardello 35’, 38’ | Marcatori | 43’ Rachini |

| Arbitro: | Zaltron (Bassano del Grappa) |

|             |           |                    |
| Chianese 5’ | Marcatori | 40’ (rig.) Fantini |

| Arbitro: | P. Rossi (Ciampino) |

|                                                     |           |  |
| Zauli 10’ Comandini 18’ (rig.) Luiso 87’ Bucchi 92’ | Marcatori |  |

| Arbitro: | Fausti (Milano) |

|              |           |  |
| Rutzittu 65’ | Marcatori |  |

| Arbitro: | Bolognino (Milano) |

|                                   |           |                           |
| G. Ferrari 44’ (rig.), 78’ (rig.) | Marcatori | 45+1’ Fanesi 82’ Pandolfi |

| Arbitro: | Pirrone (Messina) |

|              |           |                            |
| Rutzittu 44’ | Marcatori | 54’ Vannucchi 65’ Di Jorio |

| Arbitro: | Zaltron (Bassano del Grappa) |

|                                    |           |              |
| Vignaroli 11’, 58’ Brncic 66’, 81’ | Marcatori | 49’ Chianese |

| Arbitro: | Fausti (Milano) |

|                         |           |               |
| Fanesi 63’ Chianese 93’ | Marcatori | 43’ Francioso |

| Arbitro: | Guiducci (Arezzo) |

|                   |           |  |
| Pisano 58’ (rig.) | Marcatori |  |

| Arbitro: | Gabriele (Frosinone) |

|                          |           |                          |
| Chianese 24’ (rig.), 68’ | Marcatori | 20’ Dell'Anno 80’ Atzori |

| Arbitro: | Serena (Bassano del Grappa) |

|                                                           |           |  |
| F. Rossini 27’ Donati 48’ Pinardi 63’ (rig.) Siviglia 87’ | Marcatori |  |

| Arbitro: | Paparesta (Bari) |

|             |           |                        |
| Di Fabio 9’ | Marcatori | 58’ Dionigi 88’ Doriva |

| Arbitro: | Guiducci (Arezzo) |

|                              |           |              |
| Artico 27’ (rig.) Fabris 28’ | Marcatori | 22’ Kolousek |

### Coppa Italia

#### Turno preliminare - Girone 6
| Arbitro: | Rosetti (Torino) |

|                                    |           |                   |
| De Zerbi 5’ Rocchi 83’, 88’ (rig.) | Marcatori | 94’ (rig.) Fanesi |

| Arbitro: | Paparesta (Bari) |

|                        |           |                                                    |
| Pandolfi 2’ Fanesi 19’ | Marcatori | 5’, 85’ Vannucchi 10’, 48’ Di Michele 36’ Belmonte |

| Arbitro: | Treossi (Forlì) |

|               |           |                               |
| Bonfiglio 58’ | Marcatori | 40’ Stellone 67’, 78’ Schwoch |

| Arbitro: | N. Ayroldi (Molfetta) |

|                                 |           |  |
| Schwoch 41’ (rig.) Scarlato 89’ | Marcatori |  |

| Arbitro: | Tombolini (Ancona) |

|  |           |                                    |
|  | Marcatori | 47’ Rocchi 48’ Saudati 80’ Damiani |

| Arbitro: | Cassarà (Palermo) |

|                                           |           |  |
| De Francesco 5’ Semioli 36’ Vannucchi 89’ | Marcatori |  |